# Списък на войните и битките на Прусия
Списък на войните и битките на Прусия и Бранденбург-Прусия.

## Войни
- Втора Северна война (1656–1660)
  - Битка при Варшава (1656)
- Турска война (1663/1664)
- Нидерландска война (1672–1679)
- Шведско-Бранденбургска война (1674–1679)
- Голяма турска война (1683–1699)
- Война за испанското наследство (1701–1714)
- Велика северна война (1700–1721)
  - Поход в Померания (1711–1715)
- Война за австрийското наследство (1740-1748)
- Първа Силезска война (1740–1742)
- Втора Силезска война (1744–1745)
- Седемгодишна война (1756–1763)
- Пруско нахлуване в Нидерландия (1787)
- Революционни- и Наполеонови войни (1792–1807)
  - Канонадата при Валми, 20 септември 1792
- Освободителни войни (1813–1815)
  - Битка при Лайпциг, 16 и 19 октомври 1813
  - Битка при Париж, 30/31 март 1814
  - Битка при Ватерло, 18 юни 1815
- Шлезвиг-Холщейнска война (1848–1851)
- Германо-датска война (1864)
- Немска война (1866)
- Френско-пруска война (1870–1871)
  - Обсада на Париж, 19 септември 1870 – 28 януари 1871